# Eccellenza Puglia 2005-2006
Il campionato italiano di calcio di Eccellenza regionale 2005-2006 è stato il quindicesimo organizzato in Italia. Rappresenta il sesto livello del calcio italiano.
Questi sono i gironi organizzati dal comitato regionale della regione Puglia.

## Squadre partecipanti
| Squadra                        | Città                        |
| ------------------------------ | ---------------------------- |
| U.S. Antonio Toma Maglie       | Maglie (LE)                  |
| U.S. Audace Cerignola          | Cerignola (FG)               |
| A.S.D. Barletta                | Barletta (BT)                |
| A.S. Bisceglie 1913 Don Uva    | Bisceglie (BT)               |
| U.S. Casarano                  | Casarano (LE)                |
| Pol. Copertino                 | Copertino (LE)               |
| A.S.D. Fasano Calcio           | Fasano (BR)                  |
| A.S.D. Francavilla Calcio      | Francavilla Fontana (BR)     |
| U.S.D. Lucera Calcio           | Lucera (FG)                  |
| A.S.D. Montalbano Calcio       | Fasano (BR)                  |
| Nuova Nardò Calcio             | Nardò (LE)                   |
| A.S.D. Nuova Polisportiva Noci | Noci (BA)                    |
| A.C. Ostuni Sport              | Ostuni (BR)                  |
| A.S. Real Altamura             | Altamura (BA)                |
| U.S. San Giorgio Apricena      | Apricena (FG)                |
| Pol. San Pancrazio Salentino   | San Pancrazio Salentino (LE) |
| A.S.D. Taurisano               | Taurisano (LE)               |
| A.S.D. Victoria Locorotondo    | Locorotondo (BA)             |

## Classifica finale
|  | Pos. | Squadra               | Pt | G  | V  | N  | P  | GF | GS | DR  |
|  | ---- | --------------------- | -- | -- | -- | -- | -- | -- | -- | --- |
|  | 1.   | Barletta (-2)         | 63 | 34 | 18 | 11 | 5  | 44 | 18 | +26 |
|  | 2.   | Fasano                | 57 | 34 | 15 | 12 | 7  | 39 | 26 | +13 |
|  | 3.   | Real Altamura         | 57 | 34 | 16 | 9  | 9  | 51 | 40 | +11 |
|  | 4.   | Francavilla           | 55 | 34 | 15 | 10 | 9  | 37 | 28 | +9  |
|  | 5.   | Victoria Locorotondo  | 54 | 34 | 14 | 12 | 8  | 40 | 34 | +6  |
|  | 6.   | Bisceglie             | 52 | 34 | 13 | 13 | 8  | 41 | 36 | +5  |
|  | 7.   | Toma Maglie           | 52 | 34 | 14 | 10 | 10 | 39 | 26 | +13 |
|  | 8.   | Copertino             | 50 | 34 | 14 | 8  | 12 | 36 | 29 | +7  |
|  | 9.   | Montalbano            | 44 | 34 | 12 | 8  | 14 | 30 | 35 | -5  |
|  | 10.  | Audace Cerignola (-1) | 43 | 34 | 11 | 11 | 12 | 41 | 40 | +1  |
|  | 11.  | Nardò                 | 42 | 34 | 11 | 9  | 14 | 21 | 30 | -9  |
|  | 12.  | Lucera                | 41 | 34 | 11 | 8  | 15 | 34 | 36 | -2  |
|  | 13.  | Noci                  | 40 | 34 | 9  | 13 | 12 | 23 | 29 | -6  |
|  | 13.  | San Giorgio Apricena  | 37 | 34 | 9  | 10 | 15 | 32 | 40 | -8  |
|  | 15.  | Ostuni                | 36 | 34 | 7  | 15 | 12 | 27 | 39 | -2  |
|  | 16.  | Taurisano             | 35 | 34 | 9  | 8  | 17 | 23 | 40 | -17 |
|  | 17.  | Casarano (-2)         | 33 | 34 | 9  | 8  | 17 | 27 | 39 | -12 |
|  | 18.  | San Pancrazio         | 30 | 34 | 7  | 9  | 18 | 19 | 39 | -20 |

Legenda:
      Promosso in Serie D 2006-2007.
      Qualificato ai Play-Off nazionali.
 Ammesso ai Play-Off o ai Play-out.
      Retrocesso in Promozione Puglia 2006-2007.
 Promozione diretta.
 Retrocessione diretta.
Note:
Tre punti a vittoria, uno a pareggio, zero a sconfitta.
Barletta, Casarano e Cerignola penalizzati con la sottrazione rispettivamente i primi di 2 e il terzo di 1 punto in classifica.

### Play-off
| Squadra                   | Squadra            | Andata | Ritorno |                                             |
| ------------------------- | ------------------ | ------ | ------- | ------------------------------------------- |
| Victoria Locorotondo (5°) | Fasano (2°)        | 2-3    | 0-4     | qualificato alla finale Fasano              |
| Francavilla Fontana (4°)  | Real Altamura (3°) | 1-0    | 0-1     | qualificato alla finale Real Altamura       |
| Real Altamura (3°)        | Fasano (2°)        | 2-1    | 1-4     | qualificato ai play-off Nazionali il Fasano |

### Play-out
| Squadra         | Squadra                   | Andata | Ritorno | Retrocessa in Promozione |
| --------------- | ------------------------- | ------ | ------- | ------------------------ |
| Casarano (17°)  | S. Giorgio Apricena (14°) | nd     | nd      | Casarano per rinuncia    |
| Taurisano (16°) | Ostuni (15°)              | 2-0    | 0-2     | Taurisano                |